# NGC 4866
NGC 4866 este o galaxie lenticulară situată în constelația Fecioara. A fost descoperită în 14 ianuarie 1787 de către William Herschel. Se află la o distanță de 31,05 de megaparseci de Pământ.